# Élections législatives de 1889 dans les Landes
Les élections législatives françaises de 1889 ont lieu les 22 et 29 avril. Les électeurs du département des Landes élisent 5 députés à la Chambre. 

## Élus
| Circonscription                       | Identité                | Nuance | Nuance        |
| ------------------------------------- | ----------------------- | ------ | ------------- |
| 1re circonscription de Dax            | Gustave Loustalot       |        | Républicain   |
| 2e circonscription de Dax             | Félix Léglise           |        | Républicain   |
| 1re circonscription de Mont-de-Marsan | Adhémar de Guilloutet   |        | Réactionnaire |
| 2e circonscription de Mont-de-Marsan  | François-Henri Jumel    |        | Républicain   |
| Arrondissement de Saint-Sever         | Benoît-Martin Sourigues |        | Républicain   |

## Résultats à l'échelle du département
| Nuance         | Nuance         | Premier tour, | Premier tour, | Sièges | +/-           |
| Nuance         | Nuance         | Voix          | %             | Sièges | +/-           |
| -------------- | -------------- | ------------- | ------------- | ------ | ------------- |
|                | Républicains   | 38 098        | 51,52         | 4      | 1             |
|                | Réactionnaires | 29 494        | 39,89         | 1      | 1             |
|                | Monarchistes   | 5 415         | 7,32          | 0      | en stagnation |
|                |                |               |               |        |               |
| Inscrits       | Inscrits       | 86 541        | 100,00        | 5      | en stagnation |
| Votants        | Votants        | 74 453        | 86,03         |        |               |
| Abstentions    | Abstentions    | 12 088        | 13,97         |        |               |
| Blancs et nuls | Blancs et nuls | 510           | 99,32         |        |               |
| Exprimés       | Exprimés       | 73 943        | 0,68          |        |               |

## Résultats par circonscription

### Arrondissement de Dax

#### Première circonscription
| Candidat       | Candidat          | Étiquette      | Premier tour | Premier tour |
| Candidat       | Candidat          | Étiquette      | Voix         | %            |
| -------------- | ----------------- | -------------- | ------------ | ------------ |
|                | Gustave Loustalot | Républicain    | 6 698        | 52,43        |
|                | Albini Gieure     | Réactionnaire  | 6 050        | 47,36        |
|                |                   |                |              |              |
| Inscrits       | Inscrits          | Inscrits       | 15 279       | 100,00       |
| Votants        | Votants           | Votants        | 12 976       | 84,93        |
| Abstention     | Abstention        | Abstention     | 2 303        | 15,07        |
| Blancs et nuls | Blancs et nuls    | Blancs et nuls | 202          | 1,56         |
| Exprimés       | Exprimés          | Exprimés       | 12 774       | 98,44        |

#### Deuxième circonscription
| Candidat       | Candidat                       | Étiquette      | Premier tour | Premier tour |
| Candidat       | Candidat                       | Étiquette      | Voix         | %            |
| -------------- | ------------------------------ | -------------- | ------------ | ------------ |
|                | Félix Léglise                  | Républicain    | 6 816        | 50,15        |
|                | François-Marie-Charles Boulart | Réactionnaire  | 6 782        | 49,90        |
|                |                                |                |              |              |
| Inscrits       | Inscrits                       | Inscrits       | 15 651       | 100,00       |
| Votants        | Votants                        | Votants        | 13 633       | 87,11        |
| Abstention     | Abstention                     | Abstention     | 2 018        | 12,89        |
| Blancs et nuls | Blancs et nuls                 | Blancs et nuls | 42           | 0,31         |
| Exprimés       | Exprimés                       | Exprimés       | 13 591       | 99,69        |

### Arrondissement de Mont-de-Marsan

#### Première circonscription
| Candidat       | Candidat              | Étiquette      | Premier tour | Premier tour |
| Candidat       | Candidat              | Étiquette      | Voix         | %            |
| -------------- | --------------------- | -------------- | ------------ | ------------ |
|                | Adhémar de Guilloutet | Réactionnaire  | 7 690        | 52,52        |
|                | Adrien Lacroix        | Républicain    | 6 909        | 47,19        |
|                |                       |                |              |              |
| Inscrits       | Inscrits              | Inscrits       | 17 116       | 100,00       |
| Votants        | Votants               | Votants        | 14 699       | 85,88        |
| Abstention     | Abstention            | Abstention     | 2 417        | 14,12        |
| Blancs et nuls | Blancs et nuls        | Blancs et nuls | 108          | 0,73         |
| Exprimés       | Exprimés              | Exprimés       | 14 642       | 99,61        |

#### Deuxième circonscription
| Candidat       | Candidat                        | Étiquette      | Premier tour | Premier tour |
| Candidat       | Candidat                        | Étiquette      | Voix         | %            |
| -------------- | ------------------------------- | -------------- | ------------ | ------------ |
|                | François-Henri Jumel            | Républicain    | 6 772        | 55,48        |
|                | Charles Lambert de Sainte-Croix | Monarchiste    | 5 415        | 44,36        |
|                |                                 |                |              |              |
| Inscrits       | Inscrits                        | Inscrits       | 14 342       | 100,00       |
| Votants        | Votants                         | Votants        | 12 302       | 85,24        |
| Abstention     | Abstention                      | Abstention     | 2 040        | 14,76        |
| Blancs et nuls | Blancs et nuls                  | Blancs et nuls | 96           | 0,78         |
| Exprimés       | Exprimés                        | Exprimés       | 12 206       | 99,22        |

### Arrondissement de Saint-Sever
| Candidat       | Candidat                | Étiquette      | Premier tour | Premier tour |
| Candidat       | Candidat                | Étiquette      | Voix         | %            |
| -------------- | ----------------------- | -------------- | ------------ | ------------ |
|                | Benoît-Martin Sourigues | Républicain    | 10 903       | 52,60        |
|                | Henri de Gavardie       | Réactionnaire  | 9 753        | 47,05        |
|                |                         |                |              |              |
| Inscrits       | Inscrits                | Inscrits       | 24 153       | 100,00       |
| Votants        | Votants                 | Votants        | 20 843       | 86,30        |
| Abstention     | Abstention              | Abstention     | 3 310        | 13,70        |
| Blancs et nuls | Blancs et nuls          | Blancs et nuls | 113          | 0,54         |
| Exprimés       | Exprimés                | Exprimés       | 20 730       | 99,46        |